# アンマン
座標: 北緯31度57分00秒 東経35度56分20秒 / 北緯31.949977度 東経35.938854度
アンマン（アラビア語: عمان ‘Ammān; アンマーン、英: Amman）は、ヨルダン・ハシミテ王国の首都。ヨルダンの政治・経済の中心都市となっており、中東でも有数の世界都市である。
アンマンはヨルダンの首都で、同国の政治・経済の中心。紀元前17世紀以来の古い都市で、古代にはフィラデルフィアと呼ばれ繁栄していた。しかし、その後度重なる地震や戦乱によって衰退し荒廃した。当地は一寒村となっていたが、20世紀初頭にトランスヨルダンの首都となり発達し、パレスチナ戦争後急激に規模を拡大した。
アンマンの人口はおよそ120万人で、ヨルダンの全人口の4分の1ほどにも及び、近郊を含む都市的地域の人口では252万人であり、世界では146位である。
アンマンは近代的なビルが立ち並ぶ近代都市である一面で、昔ながらの市場（スーク）のある旧市街のダウンタウンを抱えている。ヨルダン川にも比較的近く、イエスが洗礼を受けたとされるワディ・ハラール(Wadi Kharrar)まで自動車で45分ほどであるため、多くのキリスト教徒が訪れる。
イラク西部とは陸路で直結しており、2003年のイラク戦争前後から、混乱の続くイラクに陸路で入る人々の中継点としても注目を集めた。

## 歴史
アンマンの地は新石器時代の9000年前以来の定住地であり、アンマン郊外のアイン＝ガザル遺跡からは有名なアイン・ガザルの像が出土している。聖書ではアンモン人の主要な都市として、ラバ、もしくはラバトの名で登場する。やがて、ヘブライ語でラバト・アンモーン（ヘブライ語: רבת עמון‎）と呼ばれるようになったこの都市は、アッシリア帝国、ペルシア帝国、マケドニア王国の征服を経て、エジプトのヘレニズム王朝プトレマイオス朝の支配下になり、プトレマイオス2世ピラデルポス（Philadelphos）にちなんで、ギリシャ語でフィラデルフィア（古代ギリシア語: Φιλαδέλφεια）と呼ばれた。
フィラデルフィアは紀元前1世紀にローマの統治下に入り、ローマ帝国のもとでキリスト教が流入し、司教座が置かれた。アラビア語名のアンマーンは、先イスラム期にシリアを支配したキリスト教系アラブ人のガッサーン朝のもとで起こり、ウマイヤ朝およびアッバース朝の時代に都市の繁栄と共に定着していったが、度重なる地震と戦乱によって次第に都市としては衰えていった。
1887年、ロシア帝国の弾圧を逃れて北カフカスからオスマン帝国領のシリア地方に亡命してきたチェルケス人が、フィラデルフィアの廃墟の近傍に住み始めたことによってアンマンは再び歴史に登場する。1900年、オスマン帝国のスルタン、アブデュルハミト2世がダマスカスからメディナまでのヒジャーズ鉄道建設を命じたことにより、アンマンに大きな鉄道駅が建設されることになり、周囲や沿線の物資の集散地として浮上を始めた。1921年にハーシム家のアブドッラー・ビン＝フサインがイギリスによって、委任統治領パレスチナ東部に新設されたトランスヨルダン（ヨルダン川東岸地域）の首長（アミール）に据えられると、アンマンに政府が置かれた。当時はサルトがトランスヨルダンの中心都市であり、アンマンは未だ都市らしい都市ではなく、アブドッラー・ビン＝フサインは当初、駅を王宮に、列車を政府庁舎代わりに使っていた。
1946年にトランスヨルダンが王国として独立すると、アンマンはその首都に昇格するが、1940年代後半の人口はわずかに2万人程度であった。しかし、イスラエル独立をめぐる混乱の中で、ヨルダンにはパレスチナ人の難民がパレスチナ各地から押し寄せ、トランスヨルダンにおける数少ない都市らしい都市であるアンマンの人口は急速に膨張した。その結果、居住地は都市の中心部を外れて、旧市街を取り囲む丘の上にまで拡大している。1990年代だけでも、パレスチナやイラクなどからの移住者や難民もあり都市拡大のペースは加速し、西部に新市街が次々誕生する一方、水の供給が深刻な問題となり始めている。
なお、1970年に発生したヨルダン内戦によってレバノンに追放されるまで、パレスチナ解放機構（PLO）の本部が存在していた。同年9月14日から始まった内戦では、郊外のワハダート難民キャンプに拠点を置くPLOとヨルダン正規軍が交戦し、多数の死傷者が出た。9月30日以降、両勢力はアラブ最高委員会の仲介によりアンマン市内から退去した。

## 地理
アンマンはヨルダン北西の丘の多い地域に位置している。街はもともと7つの丘の上に建設されたが、現在では周囲の他の丘の上にまで拡大している（丘はjabel〈ジャバル〉と呼ばれ、現在のアンマンは19の丘にまたがっている）。

## 気候
- ケッペンの気候区分ではステップ気候（BSk）に属する。夏は暑く乾燥し、冬は湿潤となり、標高700m以上の高地にあるために寒冷で雪が降ることも珍しくなく大雪となることもある。

| アンマンの気候                               | アンマンの気候 | アンマンの気候 | アンマンの気候 | アンマンの気候 | アンマンの気候 | アンマンの気候 | アンマンの気候 | アンマンの気候 | アンマンの気候 | アンマンの気候 | アンマンの気候 | アンマンの気候 | アンマンの気候 |
| 月                                           | 1月            | 2月            | 3月            | 4月            | 5月            | 6月            | 7月            | 8月            | 9月            | 10月           | 11月           | 12月           | 年             |
| -------------------------------------------- | -------------- | -------------- | -------------- | -------------- | -------------- | -------------- | -------------- | -------------- | -------------- | -------------- | -------------- | -------------- | -------------- |
| 最高気温記録 °C （°F）                       | 23.6 (74.5)    | 28.9 (84)      | 30.4 (86.7)    | 36.2 (97.2)    | 37.9 (100.2)   | 40.3 (104.5)   | 44.0 (111.2)   | 43.8 (110.8)   | 40.0 (104)     | 38.2 (100.8)   | 34.6 (94.3)    | 26.3 (79.3)    | 44 (111.2)     |
| 平均最高気温 °C （°F）                       | 12.3 (54.1)    | 13.7 (56.7)    | 17.2 (63)      | 22.6 (72.7)    | 27.8 (82)      | 30.8 (87.4)    | 32.0 (89.6)    | 32.4 (90.3)    | 30.7 (87.3)    | 27.1 (80.8)    | 20.4 (68.7)    | 14.4 (57.9)    | 23.5 (74.2)    |
| 平均最低気温 °C （°F）                       | 3.6 (38.5)     | 4.2 (39.6)     | 6.1 (43)       | 9.5 (49.1)     | 13.5 (56.3)    | 16.6 (61.9)    | 18.5 (65.3)    | 18.6 (65.5)    | 16.6 (61.9)    | 13.8 (56.8)    | 9.3 (48.7)     | 5.2 (41.4)     | 11.3 (52.3)    |
| 最低気温記録 °C （°F）                       | −10.0 (14)     | −9.5 (14.9)    | −8.2 (17.2)    | −2.6 (27.3)    | −0.9 (30.4)    | 3.2 (37.8)     | 7.0 (44.6)     | 5.4 (41.7)     | 0.0 (32)       | −1.8 (28.8)    | −4.5 (23.9)    | −7.8 (18)      | −10 (14)       |
| 降水量 mm （inch）                           | 63.4 (2.496)   | 61.7 (2.429)   | 43.1 (1.697)   | 13.7 (0.539)   | 3.3 (0.13)     | 0 (0)          | 0 (0)          | 0 (0)          | 0.3 (0.012)    | 6.6 (0.26)     | 28.0 (1.102)   | 49.2 (1.937)   | 269.3 (10.602) |
| 平均降水日数                                 | 11.0           | 10.9           | 8.0            | 4.0            | 1.6            | 0.1            | 0              | 0              | 0.1            | 2.3            | 5.3            | 8.4            | 51.7           |
| 平均月間日照時間                             | 179.8          | 182.0          | 226.3          | 266.6          | 328.6          | 369.0          | 387.5          | 365.8          | 312.0          | 275.9          | 225.0          | 179.8          | 3,298.3        |
| 出典1：World Meteorological Organization     |                |                |                |                |                |                |                |                |                |                |                |                |                |
| 出典2：Hong Kong Observatory(sun, 1961–1990) |                |                |                |                |                |                |                |                |                |                |                |                |                |

## 行政区画
大アンマン地方自治体（GAM: Greater Amman Municipality）は27地区で構成される。
| 番号 | 区名                                        | 面積 (km2) | 人口 (2015) | 番号 | 区名                                               | 面積 (km2) | 人口 (2015) |
| ---- | ------------------------------------------- | ---------- | ----------- | ---- | -------------------------------------------------- | ---------- | ----------- |
| 1    | Al-Madinah（アル＝マディナ）                | 3.1        | 34,988      | 15   | Badr Al-Jadeedah（バドル・アル＝ジャディーダ）     | 19         | 17,891      |
| 2    | Basman（バスマン）                          | 13.4       | 373,981     | 16   | Sweileh（スウェイレ）                              | 20         | 151,016     |
| 3    | Marka（マルカ）                             | 23         | 148,100     | 17   | Tla' Al-Ali（トゥラ・アル＝アリ）                  | 19.8       | 251,000     |
| 4    | Al-Nasr（アル＝ナスル）                     | 28.4       | 258,829     | 18   | Jubeiha（ジュベイハ）                              | 25.9       | 197,160     |
| 5    | Al-Yarmouk（アル＝ヤルムーク）              | 5.5        | 180,773     | 19   | Shafa Badran（シャファ・バドラン）                 | 45         | 72,315      |
| 6    | Ras Al-Ein（ラス・アル＝アイン）            | 0.68       | 138,024     | 20   | Abu Nseir（アブ・ヌセイル）                        | 50         | 72,489      |
| 7    | Bader（バデル）                             | 0.01       | 229,308     | 21   | Uhod（ウホド）                                     | 250        | 40,000      |
| 8    | Zahran（ザーラン）                          | 13.8       | 107,529     | 22   | Al-Jeezah（アル＝ジーザ）                          | 558        | 95,045      |
| 9    | Al-Abdali（アル＝アブダリ）                 | 15         | 165,333     | 23   | Sahab（サハブ）                                    | 12         | 169,434     |
| 10   | Tareq（タレク）                             | 25         | 175,194     | 24   | Al-Muwaqqar（アル＝ムワッカル）                    | 250        | 47,753      |
| 11   | Qweismeh（クウェイスメ）                    | 45.9       | 296,763     | 25   | Husban Al-Jadeedah（フスバン・アル＝ジャディーダ） | 55         | 31,141      |
| 12   | Kherbet Al-Souk（ヘルベット・アル＝スーク） | 0.5        | 186,158     | 26   | Na'our（ナウール）                                 | 87         | 78,992      |
| 13   | Al-Mgablein（アル＝ムガブレイン）           | 23         | 99,738      | 27   | Marj Al-Hamam（マリ・アル＝ハマム）                | 53         | 82,788      |
| 14   | Wadi Al-Seer（ワディ・アル＝シール）        | 80         | 241,830     |      |                                                    |            |             |

## 経済

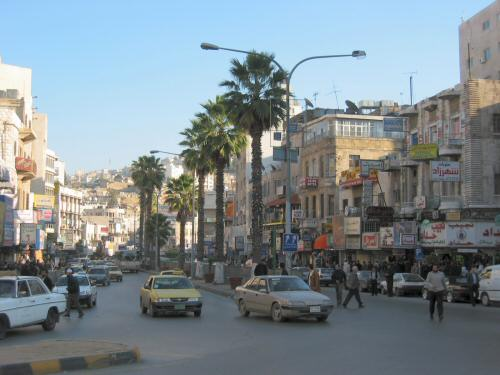
アンマン市街（旧市街）

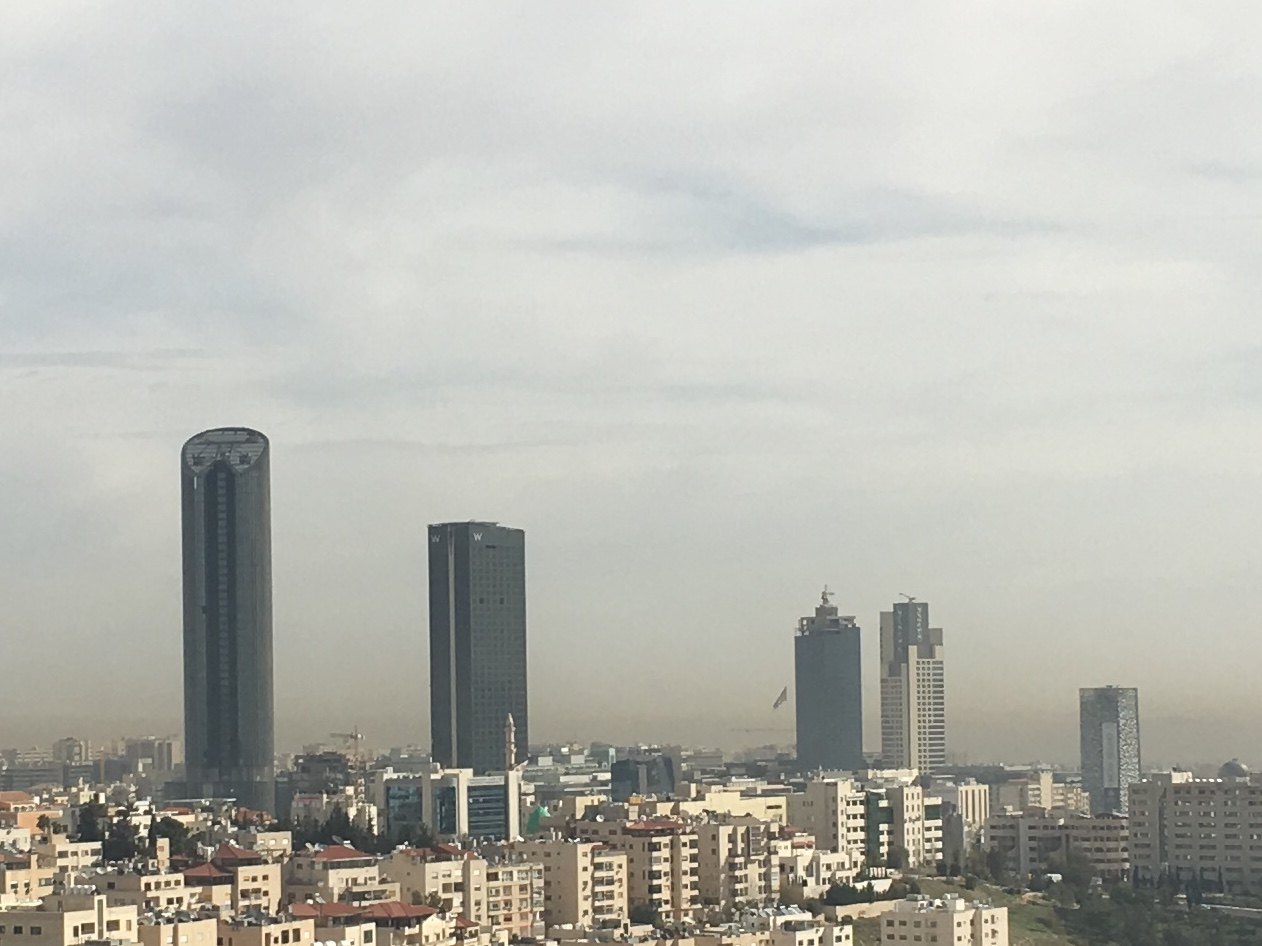
9区（アル＝アブダリ区）にある、超高層ビルが立ち並ぶ予定のアブダリ・プロジェクト地区の遠景（2018年）

ヨルダンの経済の中心地である。食品、中小規模の加工業、建設業、銀行業、保険、貿易、観光業、宿泊業（ホテル）が主要な産業である。

## 交通
国内交通では路線バスとタクシー、そして固定された路線を主に走る乗合タクシー「セルビス」が活躍している。市内交通は、特に通勤のピーク時における混雑に悩まされている。
アンマンの空の玄関は、市内から車で南へ30分ほどの距離にあるクィーンアリア国際空港であり、ヨルダン国内を発着する路線のほとんどを扱っている。
陸路では、隣接する各国の都市へのバスが頻繁に発着している。隣接国、例えばイラクへはセルビスによる往来もある。鉄道はかつてのヒジャーズ鉄道の一部に当たる路線がダマスカスとの間を運行しているが、週に数便しかない。
主なバスステーションは以下の3つである。
- Wahadat station（アカバ、カラク、ペトラ、死海）→北緯31度55分2.83秒 東経35度55分48.17秒 / 北緯31.9174528度 東経35.9300472度
- Tabarbor station（クィーンアリア国際空港、ジャラシュ、アレンビー橋）→北緯31度59分40.59秒 東経35度55分10.24秒 / 北緯31.9946083度 東経35.9195111度
- Muhajireen station（死海）→北緯31度56分52.64秒 東経35度54分49.96秒 / 北緯31.9479556度 東経35.9138778度

なお、Abdali station→北緯31度57分36.44秒 東経35度55分2.67秒 / 北緯31.9601222度 東経35.9174083度と、Raghadan station→北緯31度57分9.39秒 東経35度56分34.9秒 / 北緯31.9526083度 東経35.943028度はすでにバスステーションとしての役割を終えている。

## 教育
ヨルダン大学を始め複数（約20）の大学がある。

## スポーツ

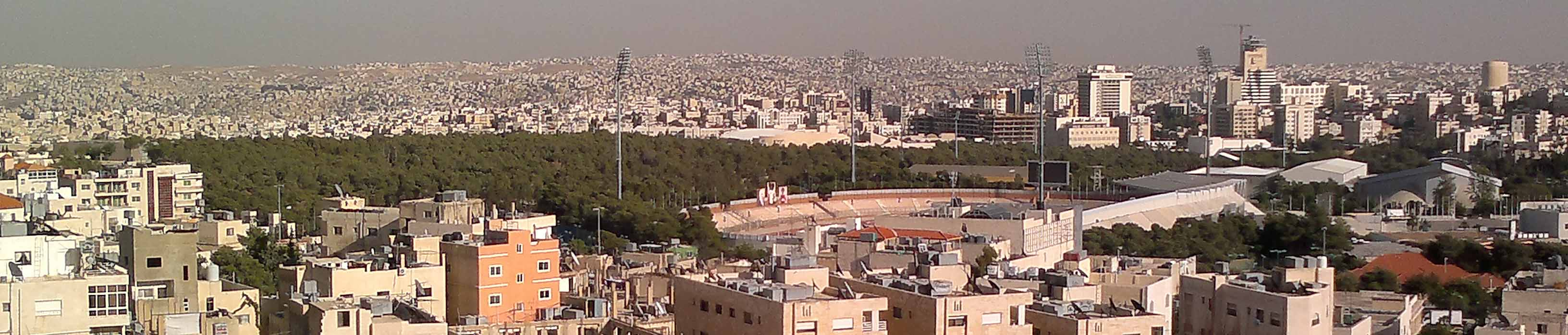
アンマン国際スタジアムを中心としたアンマン・スポーツ・シティ

### サッカー
アンマンをホームとするサッカークラブがある。
- アル・ワフダート・クラブ
- アル・ファイサリー・アンマン
- シャバーブ・アル・オルドゥン・クラブ

## 観光地

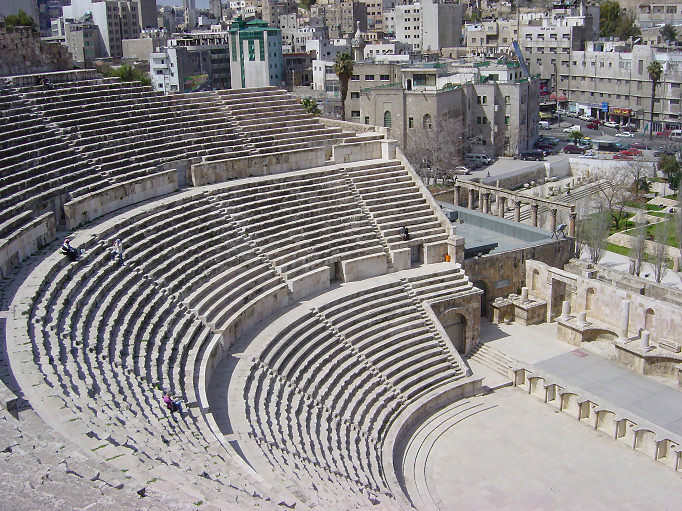
ローマ劇場

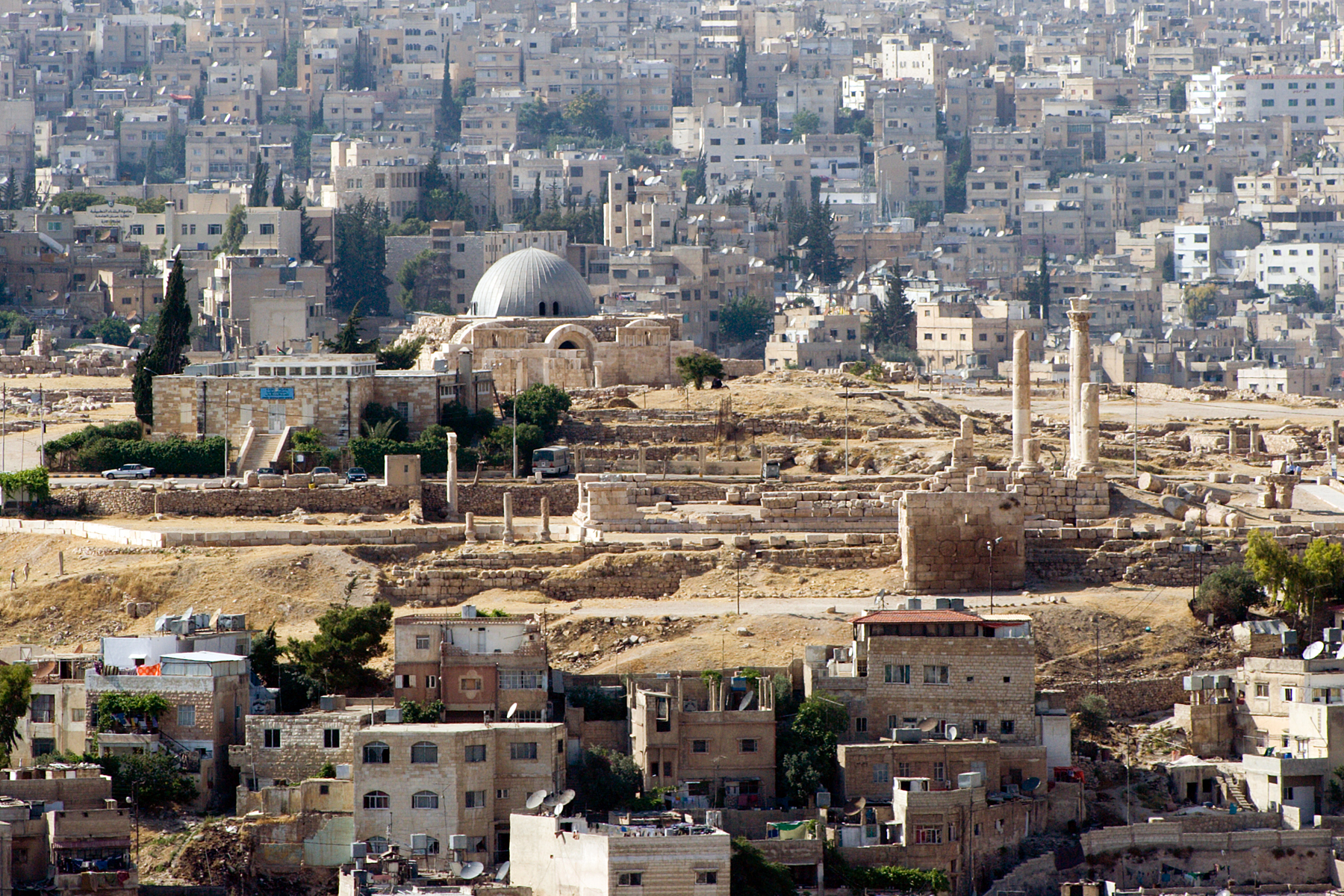
アンマンの城塞（ジャバル・アル＝カラー）とローマ都市の遺跡

アンマンの観光地の多くは、金製品や布などを扱う古くからの市場（スーク）とアルフセイン・モスクを囲んで広がる旧市街にある。地元住民には「バラド（Balad）」の名で知られる旧市街は、周囲を囲んで虫食い状に広がる新市街の中に縮こまっているような状態である。しかしながら旧市街は古くからの情緒を残しており、古いアンマンを楽しみたい場合はジャバル・アンマン（アンマンの丘）の東側に行けば旧来の町並みや生活、大きなスーク、古代の遺跡、博物館などを見ることができる。
アンマンの城塞（シタデル）の丘（ジャバル・アル＝カラー〈Jabal al-Qal'a〉）は古来から人の居住があり、軍事的・政治的に重要な場所だった。その建築物群はローマ帝国、ビザンチン帝国、イスラム教初期にまで遡る。丘の北端と東端から出土している遺跡は、青銅器時代にまで遡る可能性のあるものである。丘には、マルクス・アウレリウス・アントニヌス帝が命じて造らせたといわれるヘラクレス神殿があり、エフェソスのアルテミス神殿に似た形だとされる。

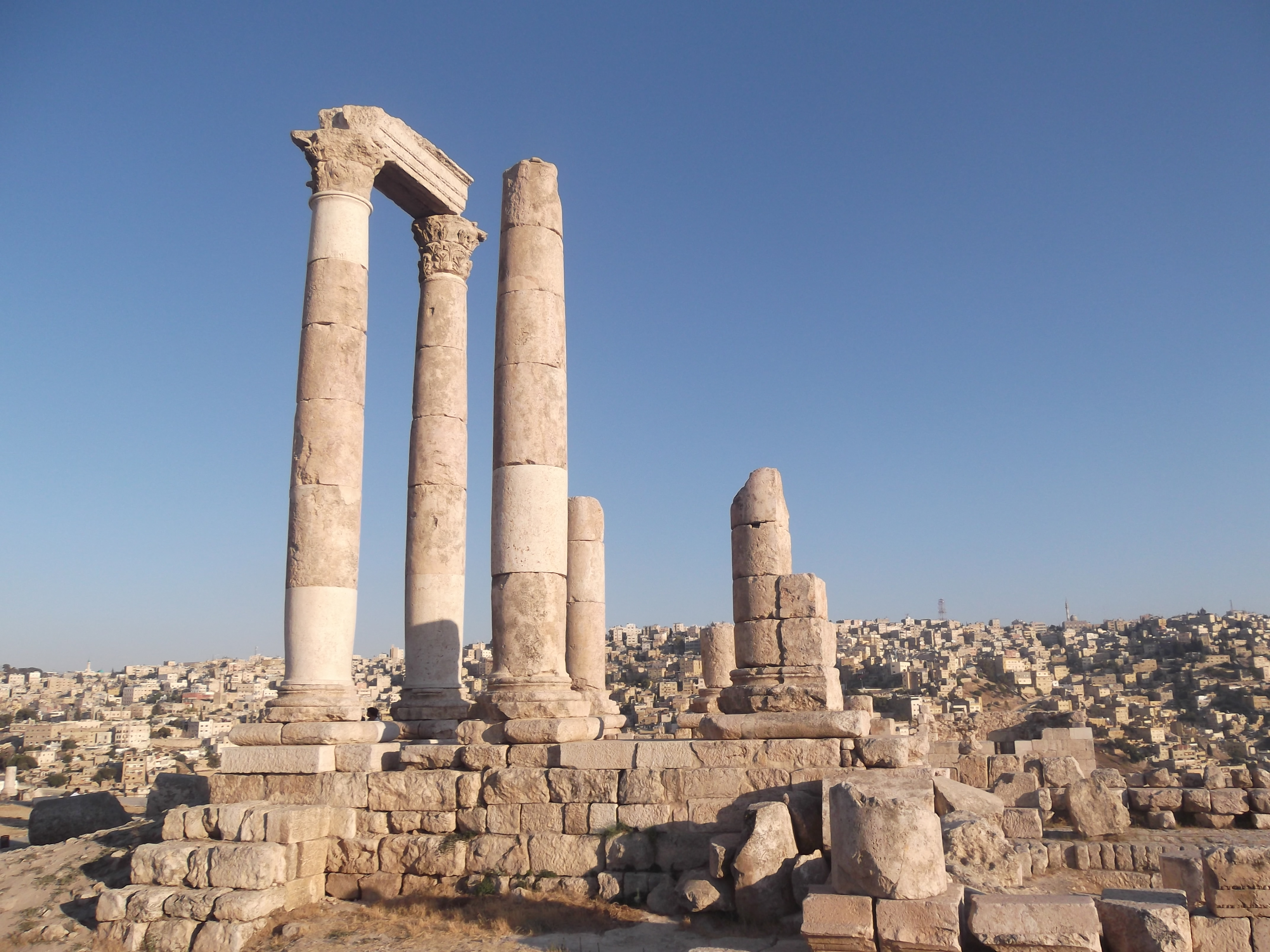
ヘラクレス神殿

アンマン（当時のフィラデルフィア）は七つの丘にまたがっているところがローマに似ているとされ、古代ローマの兵士や役人には大変好まれた。ローマ時代のフォルム（公共広場）の裏には収容観客数6,000人規模の円形劇場（ヨルダン国内最大のローマ劇場）がある。アントニヌス・ピウス帝によって138年から161年の間に建設されたと思われ、丘の斜面を利用して作られている。今でもこの劇場はスポーツイベントや上演などに利用される。

アンマンは西アジアで最大規模のモスクがある街でもある。この街最古のモスクである旧市街のフセイン・モスクはかつてフィラデルフィア大聖堂があったと思われる場所にあり、この地をムスリムとして初めて征服した第2代正統カリフ・ウマル・イブン＝ハッターブが建設を指揮したとされる。現在見るアルフセイン・モスクはハーシム家のトランスヨルダン支配後、アブドッラー・ビン＝フサインによってオスマン建築様式で改装されている。最も新しいモスクは1982年から1989年にかけて建設された真っ青なモザイクの大屋根のある巨大モスク、キング・アブドッラー1世モスクである。ドームの下の礼拝所は3,000人が収容できる規模である。アンマンのモスクでユニークなものは、市内で最も高い丘、ジャバル・アシュラフィエ（Jabal Ashrafieh）の上にあるアブー・ダルウィーシュ・モスクであり、黒と白のチェックのパターンという異様な姿を見せている。外見と違い、内部は黒と白の配色はなされておらず、淡い色の壁とペルシャ絨毯が敷かれている。このモスクは北カフカスのサーカシア（チェルケシア）から移民してきた人が造ったものである。

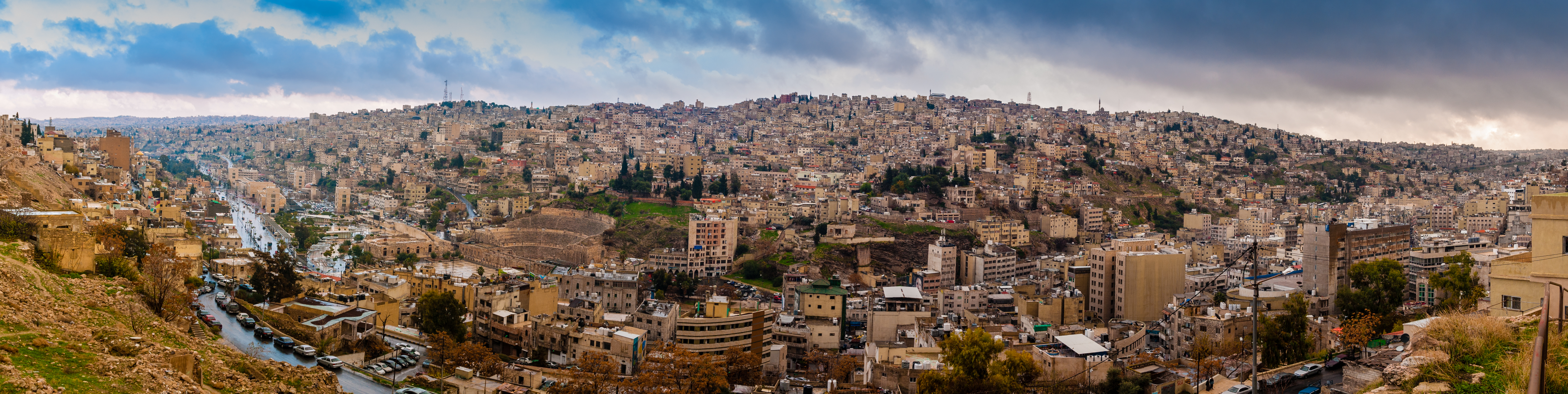
アンマン城塞の丘（ジャバル・アル＝カラー）からローマ劇場方面の下町を眺めた風景

## ギャラリー
- アブ・ダルウィーシュ・モスク
- キング・アブドッラー1世モスク
- キング・アブドッラー1世モスク（夜）
- コプト派教会
- 巨大なヨルダン国旗

## 姉妹都市

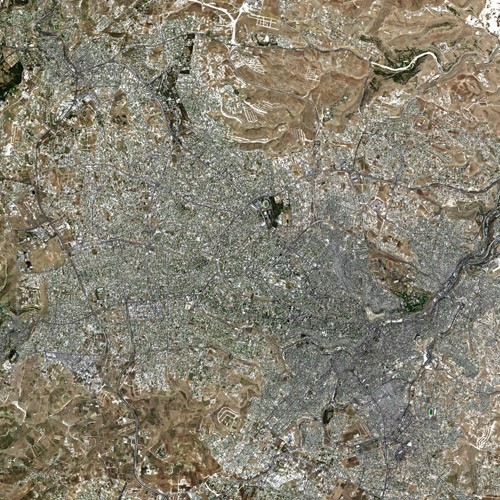
アンマンの衛星写真

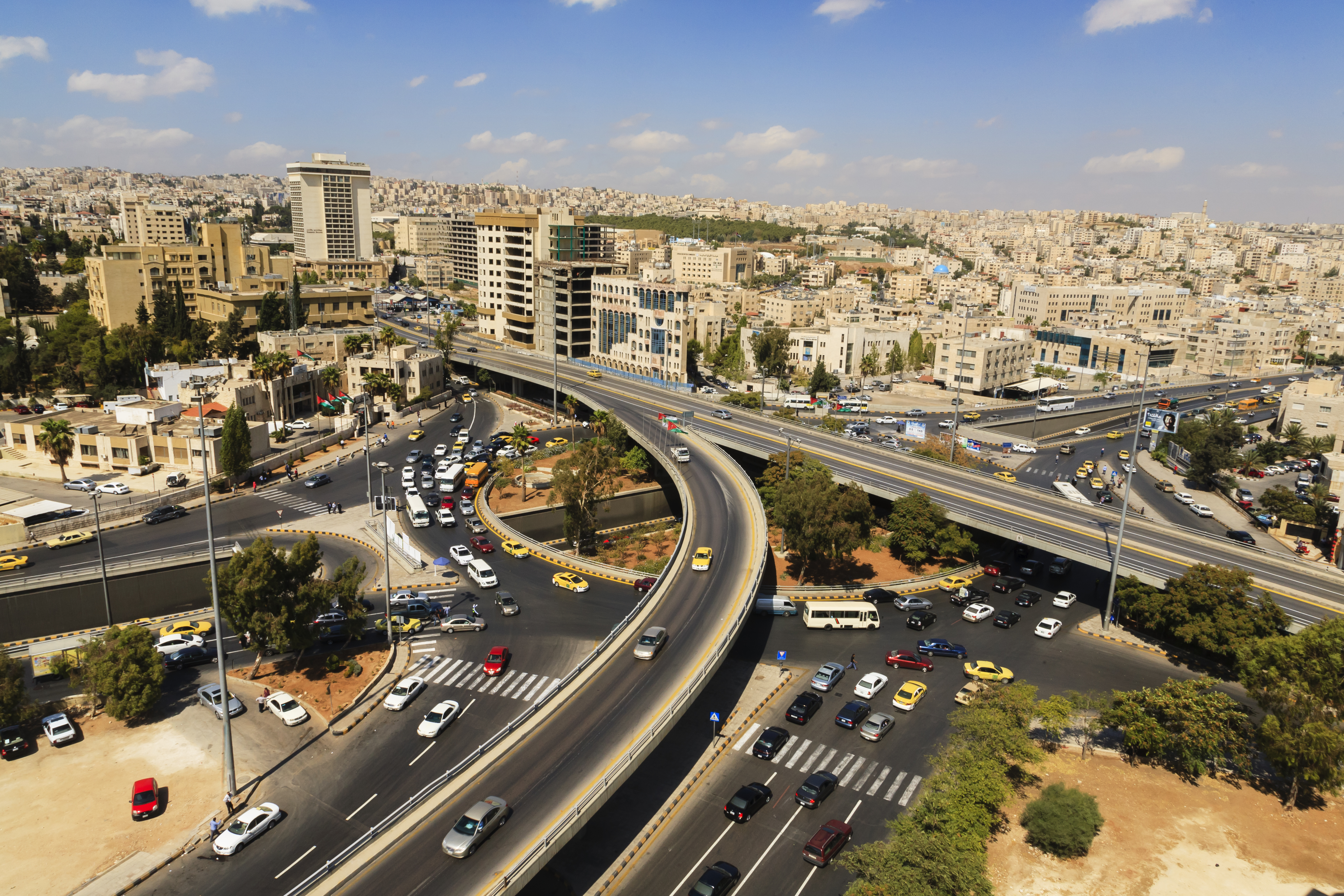
立体交差の交差点（ジャマル・アブドゥル・ナセル・サークル）

- ジッダ、サウジアラビア
- カイロ、エジプト
- ラバト、モロッコ
- バグダード、イラク
- サナア、イエメン
- イスラマバード、パキスタン
- ナリチク、ロシア
- マイアミ、アメリカ合衆国
- ドーハ、カタール
- ハルツーム、スーダン
- イスタンブール、トルコ
- アルジェ、アルジェリア
- ブカレスト、ルーマニア
- チュニス、チュニジア
- ヌアクショット、モーリタニア
- ベイルート、レバノン
- シカゴ、アメリカ合衆国
- プレトリア、南アフリカ共和国